# 南極横断山脈

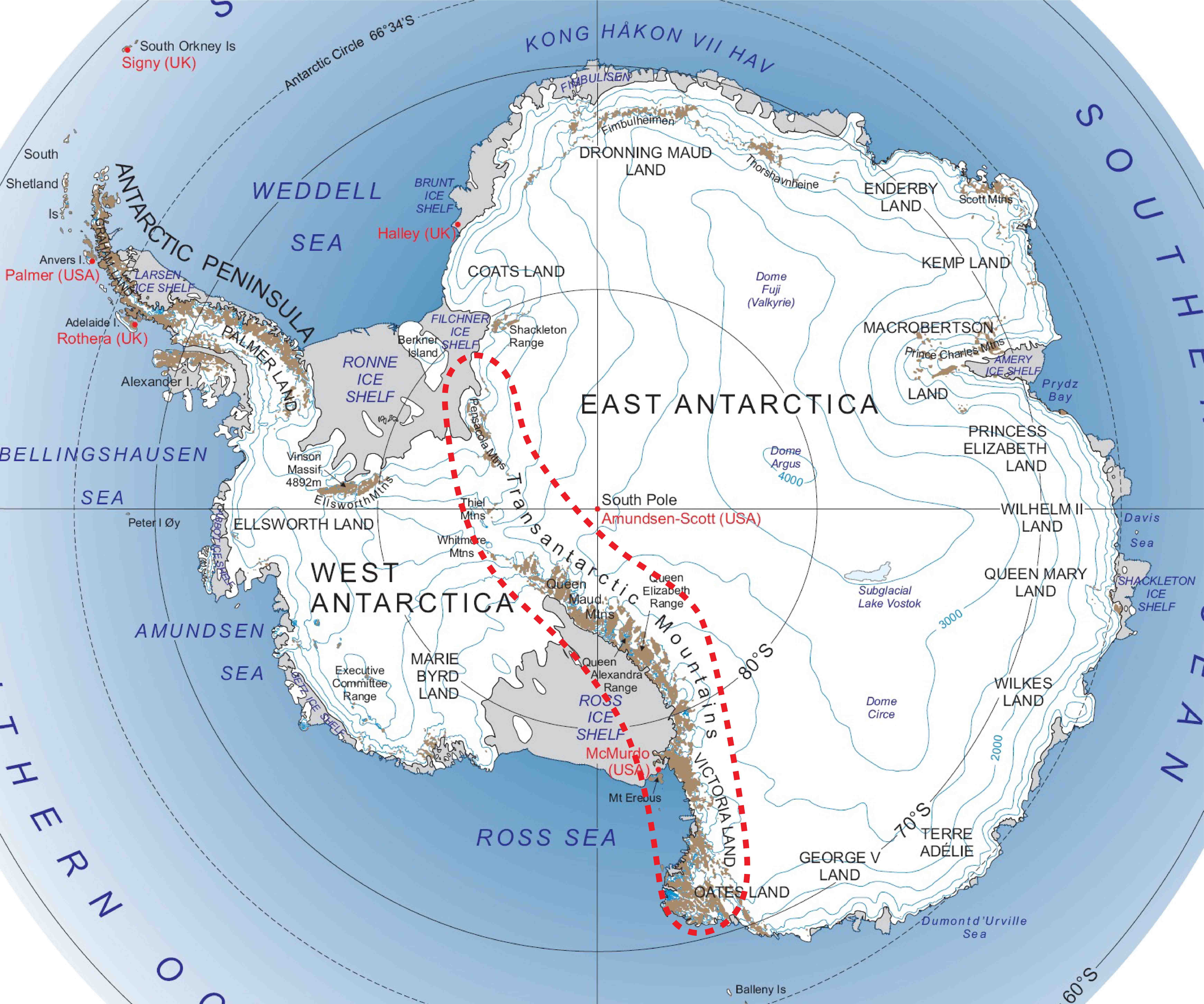

南極横断山脈（なんきょくおうだんさんみゃく、英語：Transantarctic Mountains）は、南極大陸に存在する、地球上で４番目の長さがある山脈。南極横断山地、トランスアンタークティック山脈ともいう。ヴィクトリアランドのアデア岬よりコーツランドまでを貫いており、この山脈によって東南極と西南極は分かれている。最高峰はカーク・パトリック山の4,528m。

## 地理

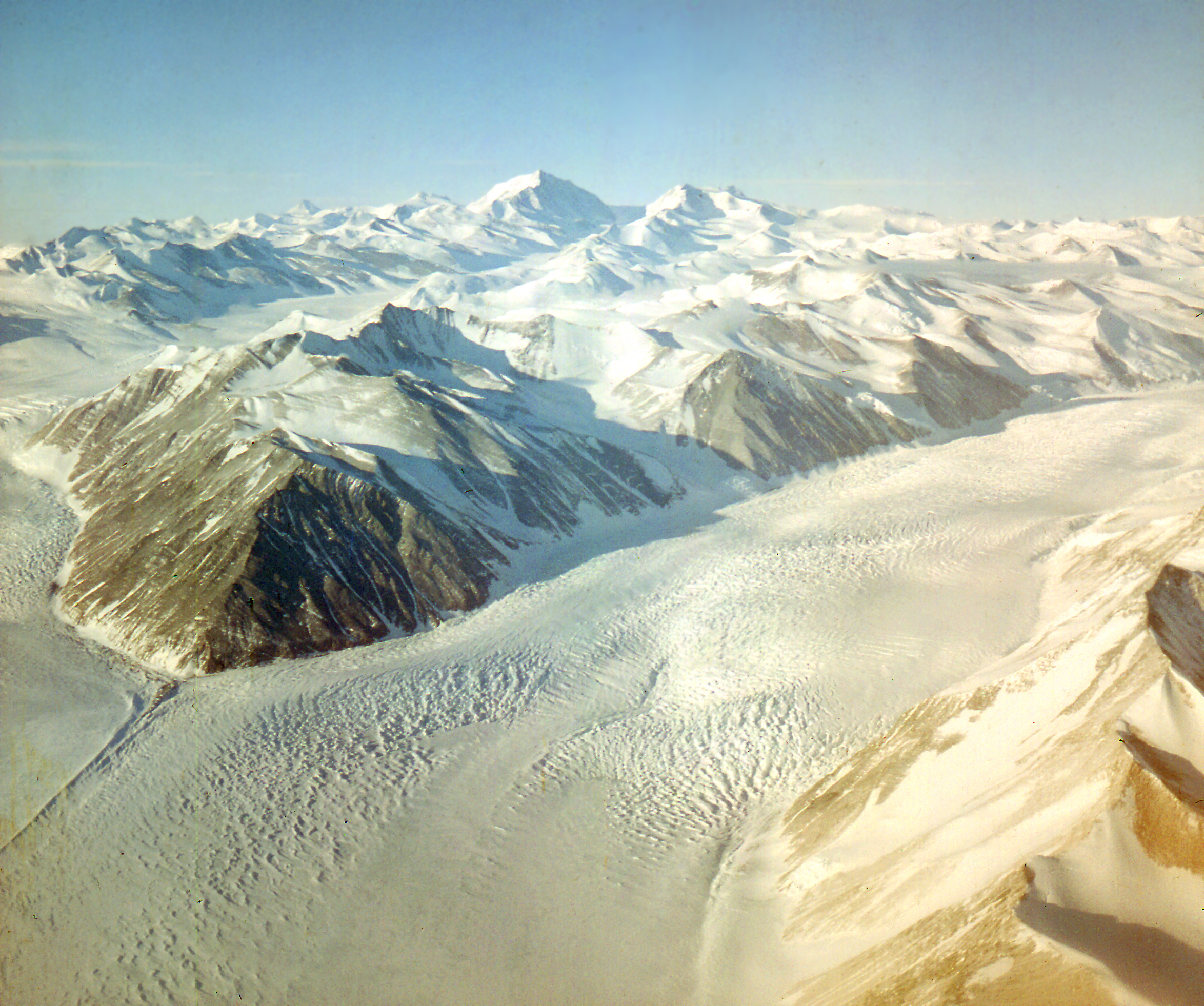
ビアドモア氷河の空撮写真（1956年）

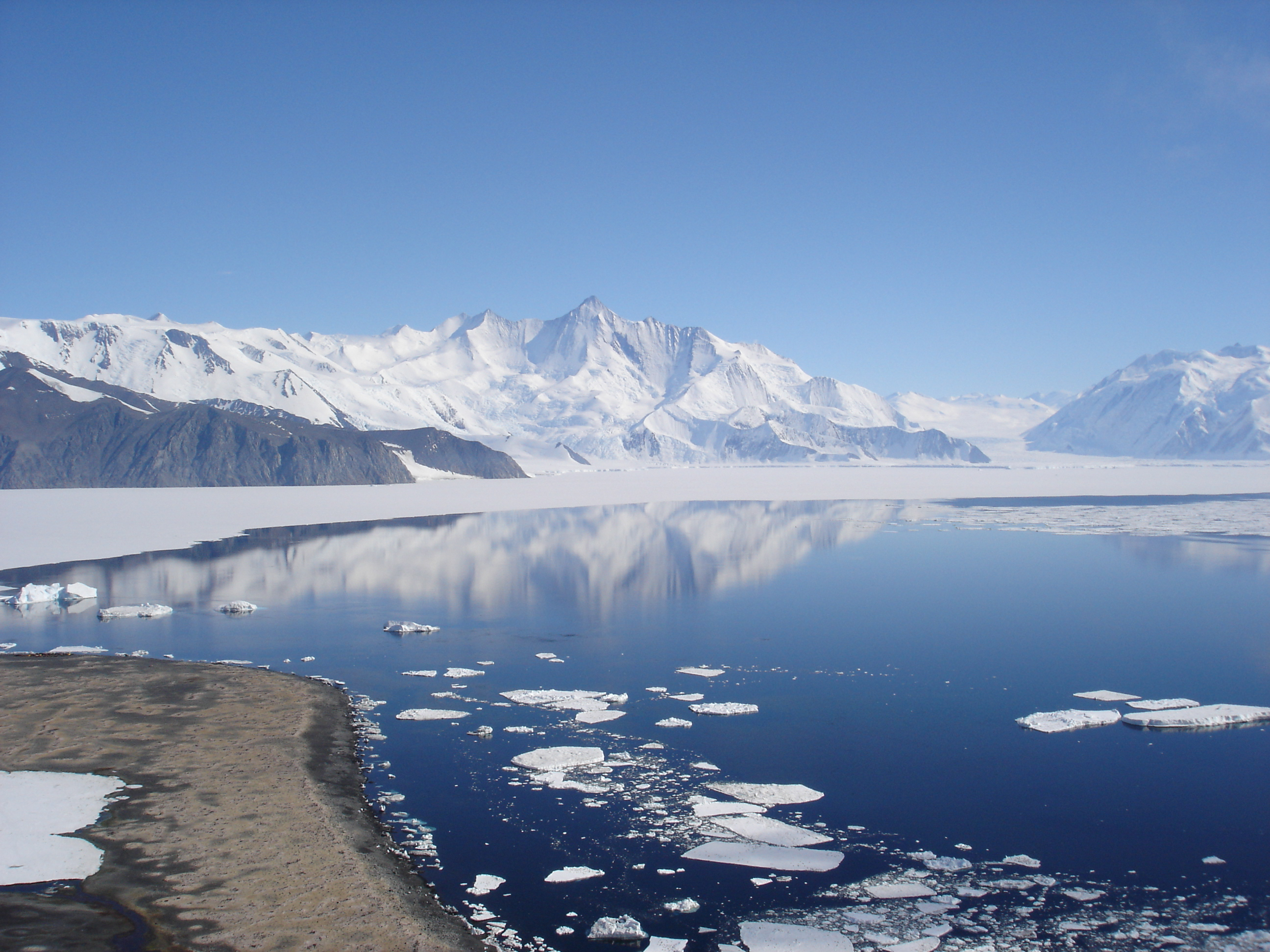
ハレット岬より望むアドミラルティ山脈のハーシェル山（3,335 m）

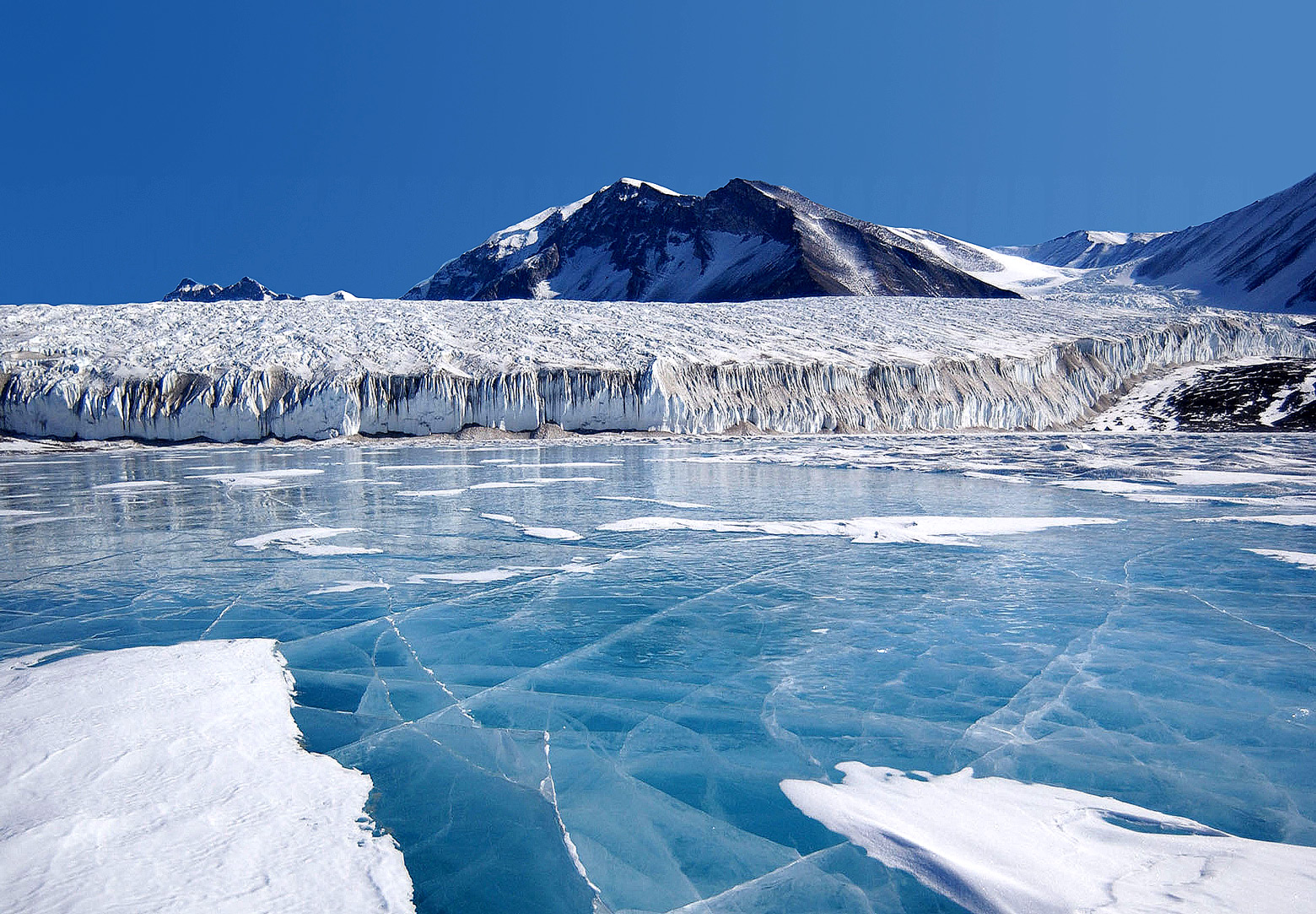
南極横断山脈のマクマードドライバレーにあるリュクセル湖を覆うブルー・アイス

この山脈の名称はロス海からウェッデル海まで貫いており、南極大陸を横断している事からつけられている。全長は3,500kmで、地球上で最も長い山脈の一つである。また、幅は100kmから300km程である。この山脈の東半球側には東南極が、西半球側には西南極、ロス棚氷、フィルヒナー・ロンネ棚氷が存在する。
一部の山頂や谷は氷で覆われていないが、それ以外は軒並み氷に覆われている。また、この山脈は南極に三つある山脈の一つで残りの二つは東南極山脈と西南極山脈である。

## 生物
ペンギンやアザラシ、海鳥等がヴィクトリアランドのロス海の海岸線上に生息しており、地衣類、藻類、菌類が内陸部に生息している。

## 歴史
この山脈が初めて歴史に登場するのは1841年、ジェイムズ・クラーク・ロスがロス海を発見した時である。そしてこの山脈はロス海と南極大陸とを分けている境である事が判明した。南極点が人類未踏だった1908年、アーネスト・シャクルトン一行はビアードモア氷河からこの山脈を横断した。ロバート・スコットが1911年にシャクルトンと同じビアードモア氷河を通り、同時期にロアール・アムンセンはアクセルハイバーグ氷河を通っていた。
1940年代から1950年代にかけて、ハイジャンプ作戦のような南極の調査が行われ、国際地球観測年には空中写真を用いて、南極全土の地形調査が為された。アメリカ合衆国の南極地名委員会によって、1962年にこの山脈の名前が命名され、この名称は世界中で広く支持を受けそのまま南極横断山脈となった。
マクマード基地とアムンゼン・スコット基地を結ぶマクマード南極点道路計画でこの山脈を越える地点としてクイーン・モード・ランドに所在するレベレーツ氷河が挙げられている。

## 地質
この山脈は元元火山活動が活発であった地域と考えられている。西南極断層を根拠として6500万年前の新生代からこの地の隆起が始まったとされている。
また、この山脈の基盤岩の花崗岩、片麻岩が深い部分の地層に堆積している。他にもシルル紀からジュラ紀にかけて砂岩や石炭が堆積した。また、岩脈や岩床もジュラ紀辺りの地層に見られる。そして、この地層からは多くの化石が取れるのである。

## 詳細

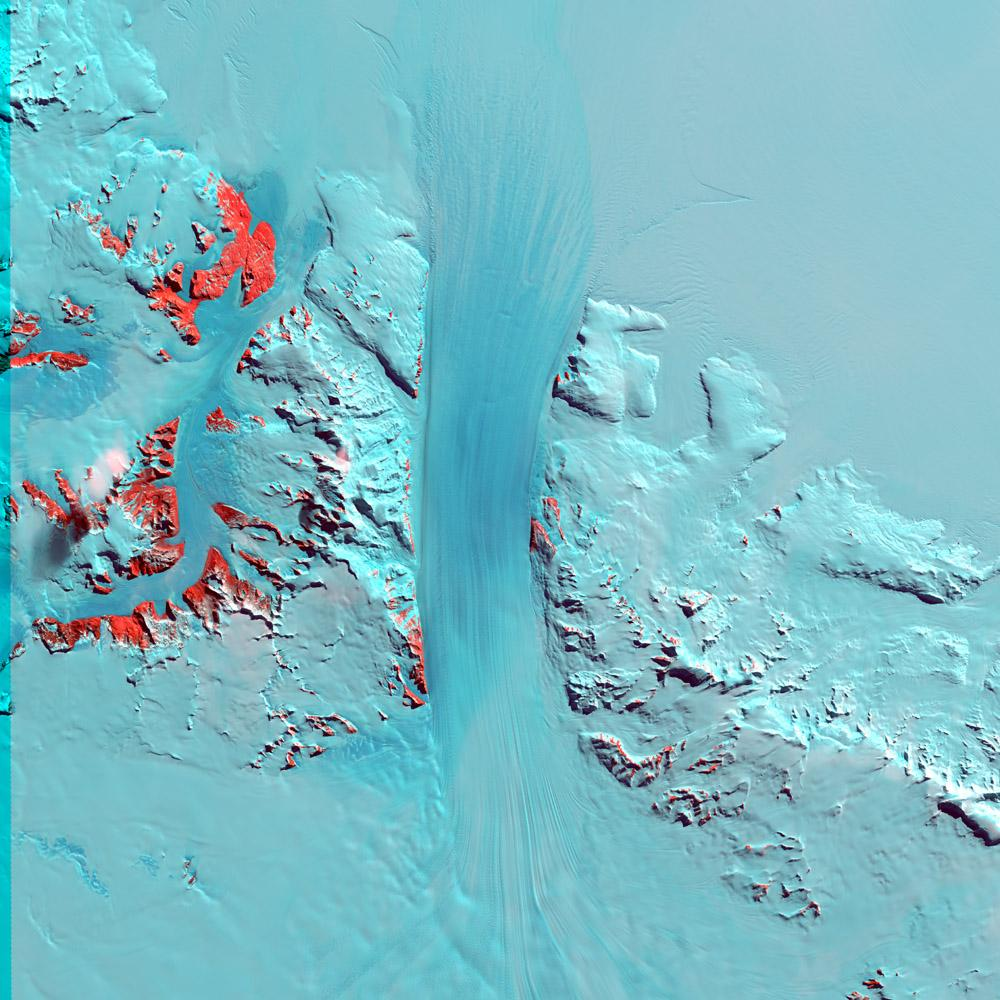
ランドサットから見たバード氷河

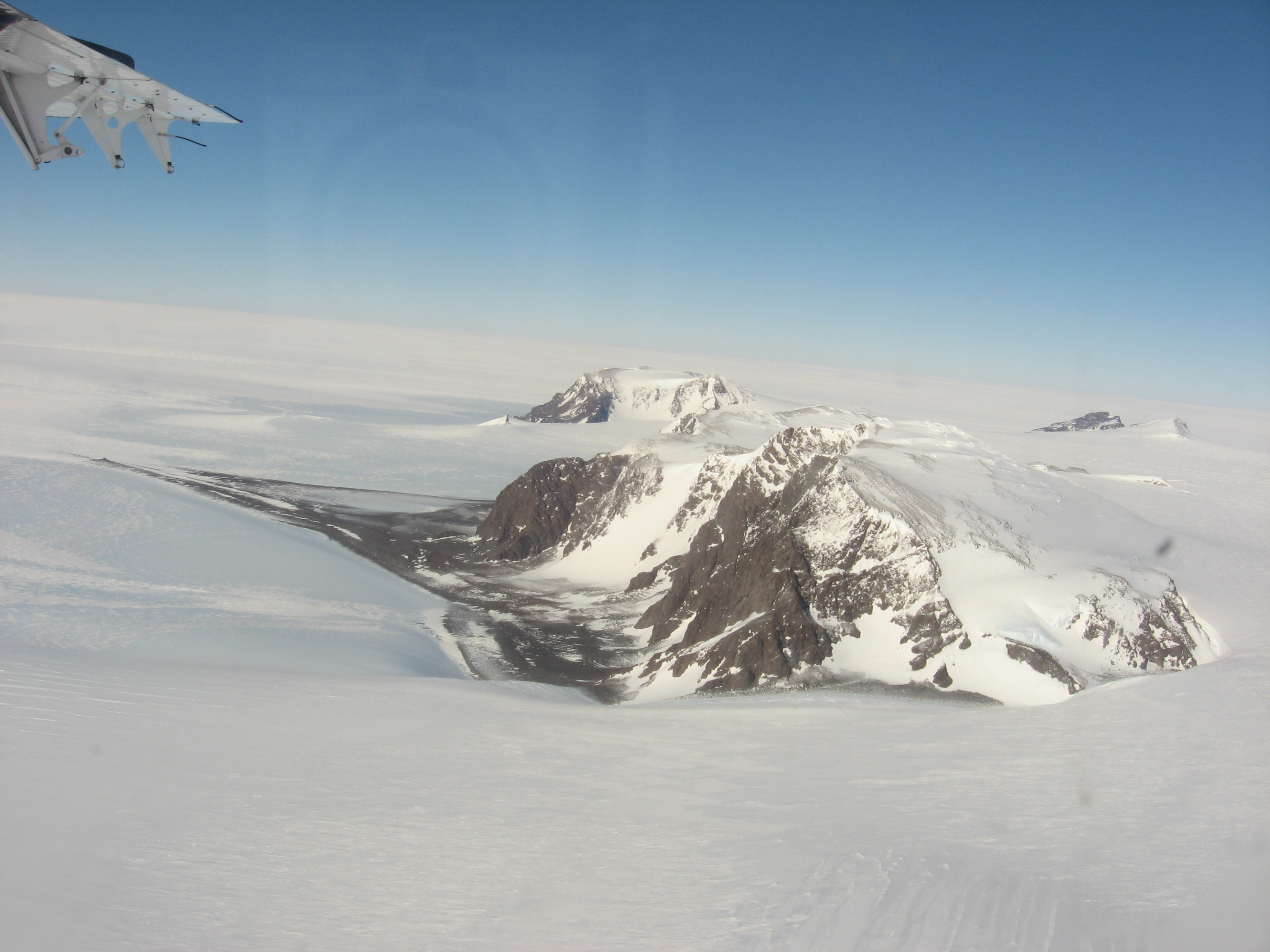
ティール山脈

### ヴィクトリアランド
- リリー氷河
- コンコルド山脈
- アデア岬
- アドミラトリー山脈
- ハレット岬
- タッカー氷河
- ヴィクトリー山脈
- マリナー氷河
- アヴィエイター氷河
- テラ・ノヴァ湾
- プリーストリー氷河
- アルベルト王子山脈
  - デイビッド氷河
  - ドライガルスキー氷河
  - マッケイ氷河
  - マクマードドライバレー
- フェラー氷河
- マクマード湾

### 中央部
- スケルトン氷河
- マロック氷河
- ダーウィン氷河
- バード氷河
- ニムロッド氷河
- アレクサンドラ女王山脈
  - マーカム山
  - カークパトリック山
- バードモア氷河

### クイーン・モード山脈
- シャクルトン氷河
- アクセルハイバーグ氷河
- リヴ氷河
- アムンセン氷河
- スコット氷河
- ブッシュ山脈
- ハウ山
- コモンウェルス山脈
- ハーバード氷河
- オラヴ王子山脈
- ヒューズ山脈
- サポーターズ山脈
- ウィスコンシン山脈
  - ショップ山

### コーツランド側
- リーディー氷河
- ホーリック山地
- ティール山地
- ペンサコーラ山脈
  - パタクセント山脈
  - フォレスタール山脈
  - サポートフォース氷河
  - アルゼンチン山脈
  - ファンデーション氷河
- リカバリー氷河
- シャクルトン山脈
- ゼロン山脈
  - ベイリー氷河